# Thomas Boyle
Thomas H. Boyle (* um 1905; † nach 1958) war ein irischer Badmintonspieler.

## Karriere
In Thomas Boyles Erfolgsstatistik finden sich 1933 seine ersten Erfolge, wo er sowohl die Scottish Open als auch die Irish Open gewann. In seiner weiteren Karriere gewann er in allen weiteren Landesteilen Großbritanniens die offenen Meisterschaften. Auf dem Kontinent war er 1936 bei den Denmark Open erfolgreich.

## Sportliche Erfolge
| Saison | Veranstaltung                 | Disziplin    | Platz | Name                           |
| ------ | ----------------------------- | ------------ | ----- | ------------------------------ |
| 1933   | Scottish Open                 | Herrendoppel | 1     | Thomas Boyle / James Rankin    |
| 1933   | Irish Open                    | Herrendoppel | 1     | Thomas Boyle / James Rankin    |
| 1935   | Irland: Einzelmeisterschaften | Herrendoppel | 1     | Thomas Boyle / James Rankin    |
| 1935   | Irland: Einzelmeisterschaften | Mixed        | 1     | Thomas Boyle / Olive Wilson    |
| 1936   | Denmark Open                  | Mixed        | 1     | Thomas Boyle / Olive Wilson    |
| 1936   | Scottish Open                 | Herrendoppel | 1     | Thomas Boyle / James Rankin    |
| 1936   | Denmark Open                  | Herrendoppel | 1     | Thomas Boyle / K. Woods        |
| 1937   | Welsh International           | Mixed        | 1     | Thomas Boyle / Olive Wilson    |
| 1938   | Welsh International           | Mixed        | 1     | Thomas Boyle / Olive Wilson    |
| 1938   | Welsh International           | Herrendoppel | 1     | Thomas Boyle / James Rankin    |
| 1938   | Irish Open                    | Mixed        | 1     | Thomas Boyle / Olive Wilson    |
| 1938   | Scottish Open                 | Herrendoppel | 1     | Thomas Boyle / James Rankin    |
| 1938   | Irish Open                    | Herreneinzel | 1     | Thomas Boyle                   |
| 1938   | Scottish Open                 | Herreneinzel | 1     | Thomas Boyle                   |
| 1939   | All England                   | Herrendoppel | 1     | Thomas Boyle / James L. Rankin |
| 1939   | Irish Open                    | Herrendoppel | 1     | Thomas Boyle / James Rankin    |
| 1939   | Scottish Open                 | Herrendoppel | 1     | Thomas Boyle / J. W. McGarry   |
| 1939   | Irish Open                    | Mixed        | 1     | Thomas Boyle / Olive Wilson    |
| 1947   | Irish Open                    | Herrendoppel | 1     | Thomas Boyle / James Rankin    |